# Val-Couesnon
Val-Couesnon község Franciaország Bretagne régiójában, Ille-et-Vilaine megyében. Új községként 2019. január 1-jén jött létre négy korábbi község: Antrain, La Fontenelle, Saint-Ouen-la-Rouërie és Tremblay egyesítésével. Lakosainak száma 4084 fő (2022. január 1.).

## Népesség
| Lakosok száma | 4214 | 4191 | 4158 | 4137 | 4119 | 4102 | 4084 |
|               | 2016 | 2017 | 2018 | 2019 | 2020 | 2021 | 2022 |